# Herman Ölander
Axel Herman Ölander (i riksdagen kallad Ölander i Sundsvall), född 11 november 1841 i Stockholm, död 13 december 1900 i Stockholm, var en svensk häradshövding och riksdagspolitiker.
Ölander blev student vid Uppsala universitet 1860 och avlade kansliexamen 1861 samt examen till rättegångsverken 1863. Han var häradshövding i Medelpads östra domsaga från 1878. Han var även ledamot av riksdagens första kammare för Västernorrlands läns valkrets från 1887 till sin död. Han var bland annat ledamot i lagutskottet 1894–1898. Han skrev 12 egna motioner bl a om lagstiftningsfrågor samt om försäljning av vin och maltdrycker. 
Herman Ölander är begravd på Norra begravningsplatsen utanför Stockholm.